# V8Star

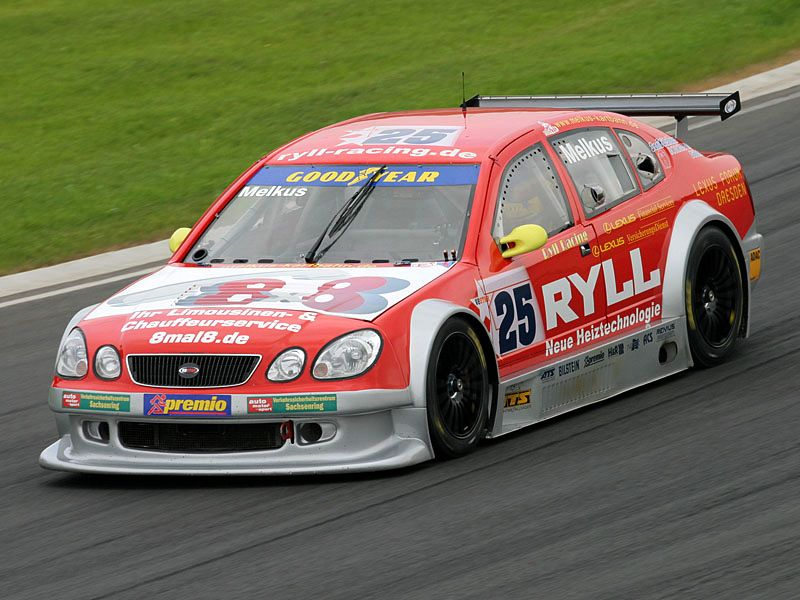
Ронни Мелкус за рулем автомобиля V8Star с кузовом Lexus, Заксенринг, 2003

V8Star — немецкая кузовная гоночная серия, где выступали силуэт-прототипы, не имеющие, как и в ДТМ, ничего общего с серийными, кроме внешности.
Автомобили были технически идентичными, хоть и несли различные стеклопластиковые кузова, имитирующие различные дорожные автомобили.

## Организация
У истоков серии стоял бывший инженер команды Формулы-1 Sauber Макс Велти. Серия V8Star была представлена на Эссенском Мотор Шоу в 2000 г., с 2001 г. она проходила в рамках уикенда Beru Top 10, являясь, наряду с DTC (Немецким Кузовным Чемпионатом), одним из главных его событий. При этом DTC по традиции проводил гонки в воскресенье, а V8Star — в субботу.
Телевизионным партнером была DSF. Организатором удалось привлечь и серьёзных участников — серией заинтересовались известные команды Irmscher, Steinmetz, Zakspeed, из пилотов — Карл Вендлингер, Джонни Чекотто, Педро Лами. Команды приобретали за 150 тысяч долларов стандартный технический пакет и выбирали один из стеклопластиковых кузовов. Всего в первом сезоне призовой фонд составил 2 миллиона долларов.
После весьма успешного сезона 2001 г. в следующем сезоне была введена система Топ-12 в квалификации. На 2003 г. были запланированы также старты на Нюрбургринге в рамках ГП Европы, на Лаузицринге в рамках German500, а также отдельная овальная гонка на Лаузицринге.

## Технический регламент
В серии V8-Star не было заводских команд, что давало наилучшую возможность гонщикам проявить своё гоночное мастерство. Машины представляли собой пространственную решетчатую раму с установленным впереди американским двигателем V8 с алюминиевым блоком и рабочим объёмом 5,7 л, мощностью около 500 л.с. (в 2001 г. — 450 л.с.) и крутящим моментом около 600Нм., который передавался на 6-ступенчатую секвентальную коробку передач. Двигатель был построен фирмой Джека Рауша — владельца успешной команды НАСКАР, а коробка передач поставлялась австралийской фирмой Holinger, поставляющей подобные агрегаты австралийскому чемпионату V8 Supercars. Двигатель и КПП пломбировались организаторами на весь сезон. Электронные вспомогательные системы были запрещены. Надежность обеспечивалась вмонтированным в раму монококком. Кроме того, имелись композитные сминаемые зоны. Подвеска независимая с двойными поперечными рычагами спереди и сзади. Покрышки Goodyear стандартные слик, диаметром 18 дюймов, шириной 12 дюймов спереди и 14 дюймов сзади. Масса машин ограничена цифрой в 1295 кг, ширина — в 1,92 м, высота — в 1,36 м.
Для более надежного визуального различения использовались пластиковые кузова (весом 90 кг), имитирующие различные дорожные автомобили. Также машины обладали большими спойлерами и задними крыльями, а также широкими колесными арками. Аэродинамическое равенство всех кузовов устанавливалось в аэродинамической трубе. Беспокойство производителей за репутацию своих марок, на которую они не могли влиять в серии, привело к тому, что БМВ и Ауди требовали серьёзной модификации силуэтов своих моделей — 5-серии и А6 соответственно. Однако когда в 2002 г. Фольксваген и Форд разрешили использование силуэтов своих моделей, то они разрешили полное использование, и выше ступиц новые силуэты полностью повторяли своих дорожных собратьев.
Всего использовались силуэты — Ауди А6, БМВ 5-серии, Форд Мондео, Ягуар S-type, Лексус GS, Опель Омега, Фольксваген Пассат.

## Спортивный регламент
Спортивный регламент серии серьёзно отличался от остальных немецких и европейских серий, ибо ориентировался не на Формулу 1, как другие европейские серии, а на НАСКАР. Квалификация проходила в 2 приема, во время второго лучшие 12 (в 2001 г. топ-8) участвовали (2-3 группами по 4 машины) в 2-круговых гонках, с промежуточной остановкой в боксах.
Гонки проводились в субботу в первые 2 года, Длина составляла 160 км, в середине гонке все машины были обязаны совершить пит-стоп, для которого имелось временное окно. Вскоре после этого гонка замедлялась пейс-каром и производилось начисление очков в командный зачет, кроме того, очки начислялись за проведение пит-стопа. После рестарта следовал спринт до самого финиша, после чего очки начислялись и в командный и в личный зачет. По примеру НАСКАР, очковая зона была большой, а разница в очках не велика — победитель получал на 2 очка больше чем пришедший 2 м, и далее с разницей в 1 очко до 24го (с 2002г — до 30го) места.

## Конец V8Star
Однако 3 февраля 2003 г. было объявлено что серия покидает рамки Beru Top 10. Был предложен временный календарь, состоявший из 3 гонок на Нюрбургринге, 3 на Лаузитцринге (2 на овале), 2х в Зандфоорте и одной на Заксенринге.
Скудность стартовой решетки, на который было немного знаменитых гонщиков, плохое телевизионное освещение, плохая организация гонок и доминирование Zakspeed означали конец серии. Было решено взять паузу на сезон 2004, а затем и 2005 г. Сохранившиеся автомобили выступают в VLN на Нордшляйфе, Zakspeed использует свои автомобили для обучения гонщиков на Нюрбургринге и Лаузитцринге.

## Чемпионы
| Год  | 1е место                      | 2е место                         | 3е место                             |
| ---- | ----------------------------- | -------------------------------- | ------------------------------------ |
| 2001 | Джонни Чекотто Irmscher Опель | Марсель Тиманн Zakspeed Ягуар    | Роланд Аш PoleVision Racing Ягуар    |
| 2002 | Джонни Чекотто Irmscher Опель | Роберт Лехнер Zakspeed Ягуар     | Томас Мютш MIS Mönninghoff Опель     |
| 2003 | Педро Лами Zakspeed Ягуар     | Томас Мютш MIS Mönninghoff Опель | Михаэль Бартельс MB Performance Форд |